# 迪谢尔斯多夫
迪谢尔斯多夫是德国石勒苏益格－荷尔斯泰因州的一个市镇。总面积3.01平方公里，总人口160人，其中男性84人，女性76人（2011年12月31日），人口密度53人/平方公里。